# Municipio de Liberty (condado de Centre)
El municipio de Liberty (en inglés: Liberty Township) es un municipio ubicado en el condado de Centre en el estado estadounidense de Pensilvania. En el año 2000 tenía una población de 1.830 habitantes y una densidad poblacional de 32.4 personas por km².

## Geografía
El municipio de Liberty se encuentra ubicado en las coordenadas 41°05′00″N 77°39′59″O / 41.08333, -77.66639.

## Demografía
Según la Oficina del Censo en 2000 los ingresos medios por hogar en la localidad eran de $31,667 y los ingresos medios por familia eran de $36,875. Los hombres tenían unos ingresos medios de $27,442 frente a los $19,622 para las mujeres. La renta per cápita de la localidad era de $15,814. Alrededor del 8,9% de la población estaba por debajo del umbral de pobreza.